# Tito Manlio Torquato (console 299 a.C.)
Tito Manlio Torquato (... – 299 a.C.) è stato un politico romano.

## Biografia
Era un patrizio appartenente alla Gens Manlia.
Fu eletto console nel 299 a.C., con Marco Fulvio Petino. Secondo Livio, Tito Manlio morì in seguito ad una caduta da cavallo, quando già l'esercito era in marcia in Etruria.
Al suo posto venne nominato Marco Valerio Corvo console suffectus.